# Selles (Marne)
Selles ist eine französische Gemeinde mit 446 Einwohnern (Stand: 1. Januar 2022) im Département Marne in der Region Grand Est (vor 2016: Champagne-Ardenne). Die Gemeinde gehört zum Arrondissement Reims und zum Kanton Mourmelon-Vesle et Monts de Champagne. 

## Geographie
Selles liegt etwa 20 Kilometer ostnordöstlich des Stadtzentrums von Reims an der Suippe. Umgeben wird Selles von den Nachbargemeinden Heutrégiville im Norden und Nordwesten, Aussonce im Nordosten, Pontfaverger-Moronvilliers im Osten, Beine-Nauroy im Süden, Époye im Westen und Südwesten sowie Saint-Masmes im Westen und Nordwesten.

## Bevölkerungsentwicklung
| Jahr                       | 1962 | 1968 | 1975 | 1982 | 1990 | 1999 | 2006 | 2018 |
| Einwohner                  | 177  | 184  | 163  | 179  | 263  | 250  | 318  | 411  |
| Quellen: Cassini und INSEE |      |      |      |      |      |      |      |      |